# Северянин, Игорь
И́горь Северя́нин (большую часть литературной деятельности автор предпочитал написание Игорь-Северянин (дореф. Игорь-Сѣверянинъ); настоящее имя — И́горь Васи́льевич Лотарёв; 4 (16) мая 1887, Санкт-Петербург, Российская империя — 20 декабря 1941, Таллин, Эстония) — русский поэт Серебряного века, переводчик с эстонского и французского. Один из крупнейших представителей русского футуризма; первым из русских поэтов употребил слово «футурист»; основатель и лидер движения эгофутуристов.

## Начало литературной деятельности
Родился в Петербурге в доме номер 66 на Гороховой улице, 4 (16) мая 1887 года в семье капитана I железнодорожного батальона (впоследствии полка) Василия Петровича Лотарёва (1860 — 10.06.1904, Ялта). Мать, Наталья Степановна Лотарёва (185? — 13 ноября 1921, Эстония, Тойла), урождённая Шеншина (дочь предводителя дворянства Щигровского уезда Курской губернии Степана Сергеевича Шеншина), по первому браку Домонтович (вдова генерал-лейтенанта Г. И. Домонтовича). По линии матери Игорь Лотарёв был в родстве с Афанасием Фетом (Шеншиным). Родство с историком Н. М. Карамзиным, о котором упоминает сам поэт, не подтверждено. Упоминание Александры Домонтович (в замужестве Коллонтай) и певицы Евгении Муравинской (сценический псевдоним Мравина) в качестве родственниц не соответствует действительности: поэт состоял с ними в свойстве, то есть в некровном родстве по линии первого мужа матери Домонтовича (см. в РГАЛИ записку поэта «Родственнички»). Раннее детство прошло в Петербурге. После разрыва отношений между родителями жил в имении дяди Михаила Петровича Лотарёва (1854—1925) «Владимировке» или в имении тётки Елизаветы Петровны Лотарёвой (1850—1918) «Сойвола» на реке Суда в Новгородской губернии (ныне Вологодская область), под Череповцом. В имении «Владимировка» находится музей Игоря Северянина.
В автобиографической справке Северянин напишет: «Образование получил в Череповецком реальном училище. Лучшее воспоминание: директор кн. Б. А. Тенишев, добрый, весёлый, остроумный». В училище он окончил четыре класса. В 1904 году уехал к отцу в Маньчжурию в город Дальний, также некоторое время жил в Порт-Артуре (Люйшунь). Накануне Русско-японской войны вернулся в Петербург, к матери, с которой проживал в доме сводной сестры Зои, урождённой Домонтович (Средняя Подьяческая, 5).
Первые публикации в периодических изданиях Игорь Лотарёв подписывал псевдонимами «Граф Евграф д’Аксанграф» (фр. accent grave), «Игла», «Мимоза». Регулярно публиковаться начал с 1904 года: «К предстоящему выходу Порт-Артурской эскадры. Стихотворение»; «Гибель „Рюрика“. Стихотворение»; «Подвиг „Новика“. К крейсеру „Изумруд“. Стихотворения». Однако днём начала литературной деятельности считал публикацию в Повременном издании для солдат и народа «Досуг и дело», которое редактировал генерал-лейтенант С. П. Зыков, в феврале 1905 года и ежегодно отмечал дату, начиная с 1925 года. В 1925 году в Тарту (Эстония) вышли два романа в стихах («Колокола собора чувств», «Роса оранжевого часа»), приуроченных к 20-й годовщине со дня начала литературной деятельности. В марте 1940 года в Таллине событие отмечалось в последний раз.
Всего поэт издал за свой счёт 35 брошюр, которые предполагал позже объединить в «Полное собрание поэз». Первые 8 брошюр (девятая брошюра «Сражение при Цусиме» получила цензурное разрешение, но не была напечатана) автор предполагал объединить в цикл «Морская война». Первые 15 изданий подписаны гражданским именем поэта, последующие 20 псевдонимом «Игорь-Северянин». Появление псевдонима связано со знакомством и последующей дружбой с поэтом старшего поколения Константином Михайловичем Фофановым в ноябре 1907 года в Гатчине. Авторская версия псевдонима без разделения на имя и фамилию — «Игорь-Северянин» — это акт инициации (рождение «поэта»), оберег и мифологема. Сложный псевдоним является фактом культурного и литературного процесса в России в начале XX века. Константина Фофанова и рано умершую Мирру Лохвицкую Игорь-Северянин считал своими предтечами.
Одну из брошюр Игоря-Северянина писатель Иван Наживин привёз в имение Льва Толстого Ясная Поляна. Комментарий писателя о стихотворении «Хабанера II» Наживин предал огласке в прессе:

 «Чем занимаются, чем занимаются… И это — литература? Вокруг — виселицы, полчища безработных, убийства, невероятное пьянство, а у них — упругость пробки…»

## От эгофутуризма до «короля поэтов»

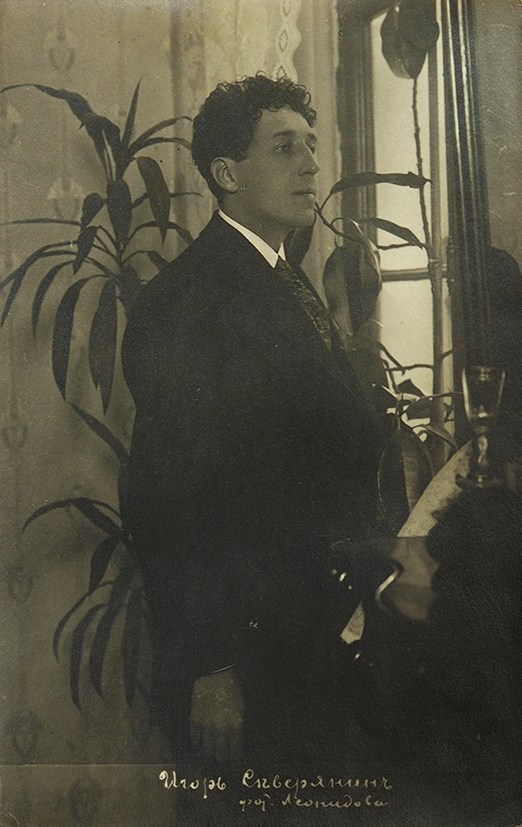
Игорь Северянин, конец 1900-х — начало 1910-х. Фото Льва Леонидова

В 1911 году Игорь Северянин вместе с издателем газеты «Петербургский глашатай» Иваном Игнатьевым (Казанским), сыном Константина Фофанова Константином Олимповым и Граалем Арельским (Стефан Стефанович Петров) основал литературное направление эгофутуризм. Возникновение течения связывают с брошюрой Игоря Северянина «Пролог эго-футуризма. Поэза-грандиоз. Апофеозная тетрадь 3-го тома. Брошюра 32-я». (СПб, «Ego», 1911, 100 экз.) Грааль Арельский писал в статье «Эго-поэзия в поэзии»:

«Страх перед смертью, так неожиданно обрывающей нить жизни, желание чем-нибудь продлить своё кратковременное существование, заставил человека создать религию и искусство. Смерть создала поэзию. (…) Природа создала нас. В своих действиях и поступках мы должны руководствоваться только Ею. Она вложила в нас эгоизм, мы должны развивать его. Эгоизм объединяет всех, потому что все эгоисты». («Оранжевая Урна» Альманах памяти Фофанова.)
Игорь Северянин покинул группу эго-футуристов менее чем через год, пояснив, что задачу «Я — в будущем» он выполнил. Расставание с эго-футуристами было ознаменовано скандалом:

«Константин Олимпов в печати оклеветал меня. Я прощаю его: моё творчество доказательно. Теперь, когда для меня миновала надобность в доктрине: „я в будущем“, и, находя миссию моего Эго-Футуризма выполненной, я желаю быть одиноким, считаю себя только поэтом, и этому я солнечно рад. (…) Смелые и сильные, от вас зависит стать Эго-Футуристами!» («Открытое письмо Игоря-Северянина», 23 октября 1912 года.)
Первый большой сборник стихов Игоря-Северянина «Громокипящий кубок» (1913) вышел в издательстве Сергея Соколова (Кречетова) «Гриф». Предисловие к сборнику написал Фёдор Сологуб: «Одно из сладчайших утешений жизни — поэзия свободная, лёгкий, радостный дар небес. Появление поэта радует, и когда возникает новый поэт, душа бывает взволнована, как взволнована бывает она приходом весны». В сквозной нумерации поэта сборник получил статус первого тома.
Дебют Игоря-Северянина в Петербурге состоялся в октябре 1912 года в Салоне Сологуба на Разъезжей улице, а уже 20 декабря — в Москве, в Обществе свободной эстетики у Валерия Брюсова. В марте 1913 года Игорь-Северянин принимает участие в турне Фёдора Сологуба по западу и югу России: Минск, Вильно, Харьков, Екатеринослав, Одесса, Симферополь, Ростов-на-Дону, Екатеринодар, Баку, Тифлис, Кутаис. К 1918 году поэт принял участие в 48 концертах и 87 дал лично (всего 135).
В ноябре 1913 года Игорь-Северянин и Владимир Маяковский дважды выступают вместе: 16 ноября на вечеринке вологодского землячества в зале Высших Петербургских женских курсов и 29 ноября на вечере в зале «Соляного городка». Знаменитое турне поэтов по югу России в январе 1914 года организовал Вадим Баян (Владимир Иванович Сидоров). Афиша гласила:

«ПЕРВАЯ ОЛИМПИАДА РОССИЙСКОГО ФУТУРИЗМА. \ Поведет состязающих<ся> ВЛАДИМИР МАЯКОВСКИЙ \ II. СОСТЯЗАЮТСЯ \ Вадим Баян (стихи), Игорь Северянин (поэзы), Давид Бурлюк (стихи), Владимир Маяковский (стихи и куски трагедии, шла в Петербурге, театр Комиссаржевской)».

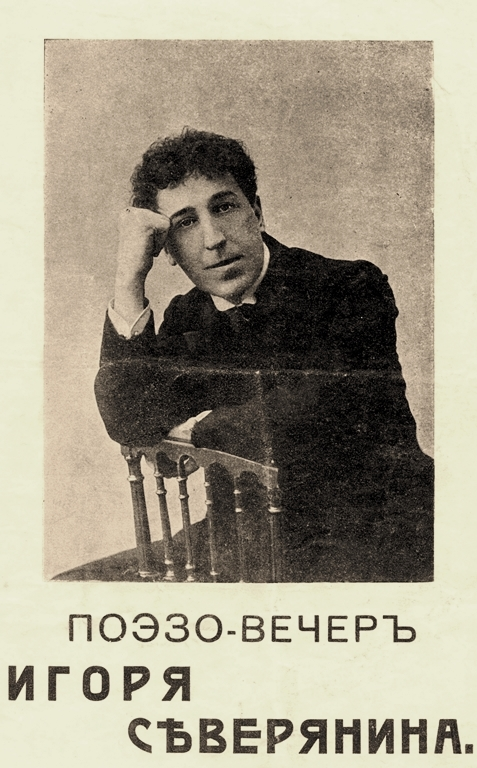

Эстонский поэт Вальмар Адамс, близко знавший Игоря-Северянина, заметил, что у того была великолепная музыкальная память, позволявшая ему на слух воспроизводить даже самые сложные оперные партии: «А голос у него был концертный — стены дрожали!» На своих первых выступлениях Игорь-Северянин пел свои поэзы на мотив полонеза Филины из оперы Амбруаза Тома «Миньона».
Поэт-экспрессионист Сергей Спасский в марте 1913 года был на концерте Ф. Сологуба, о котором вспоминал, что во время выступления Игоря-Северянина в Тифлисе публика хохотала до слёз над его манерой чтения стихов:

 "…он вышел нераскрашенный и одетый в благопристойный сюртук, Был аккуратно приглажен. Удлинённое лицо интернационального сноба. В руке лилия на длинном стебле. Встретили его полным молчанием. Он откровенно запел на определённый отчётливый мотив. Это показалось необыкновенно смешным. Вероятно, действовала полная неожиданность такой манеры. (…) Смешил хлыщеватый, завывающий баритон поэта, носовое, якобы французское произношение. Все это соединялось с презрительной невозмутимостью долговязой фигуры, со взглядом, устремлённым поверх слушателей, с ленивым помахиванием лилией, раскачивающейся в такт словам. Зал хохотал безудержно и вызывающе. Люди хватались за головы. Некоторые, измученные хохотом, с красными лицами бросались из рядов в коридор. Такого оглушительного смеха я впоследствии ни на одном поэтическом вечере не слыхал. И страннее всего, что через полтора-два года такая жe публика будет слушать те же стихи, так же исполняющиеся, в безмолвном настороженном восторге.
Константин Паустовский вспоминал одно из поздних российских выступлений Игоря-Северянина:

 «…на эстраду вышел мой пассажир в чёрном сюртуке, прислонился к стене и, опустив глаза, долго ждал, пока не затихнут восторженные выкрики и аплодисменты. К его ногам бросали цветы — тёмные розы. Но он стоял всё так же неподвижно и не поднял ни одного цветка. Потом он сделал шаг вперёд, зал затих, и я услышал чуть картавое пение очень салонных и музыкальных стихов: „Шампанское — в лилию, в шампанское — лилию! Её целомудрием святеет оно! Миньон с Эскамильо, Миньон с Эскамильо! Шампанское в лилии — святое вино!“ В этом была своя магия, в этом пении стихов, где мелодия извлекалась из слов, не имевших смысла. Язык существовал только как музыка. Больше от него ничего не требовалось. Человеческая мысль превращалась в поблескивание стекляруса, шуршание надушенного шёлка, в страусовые перья вееров и пену шампанского».
В январе 1918 года Игорь-Северянин уезжает из Петрограда в Эстонию, где поселяется в посёлке Тойла вместе со своей гражданской женой Марией Волнянской (Домбровской). В феврале, выполняя обязательства перед антрепренёром Фёдором Долидзе, Игорь-Северянин едет в Москву, где принимает участие в «выборах короля поэтов», который состоялся 27 февраля 1918 года в Большой аудитории московского Политехнического музея. Будущий советский литературовед Яков Черняк вспоминал:

 «В Москве в конце февраля 1918 года были назначены выборы короля поэтов. Выборы должны были состояться в Политехническом музее, в Большой аудитории. Ряд поэтов, объявленных в афише, не приехал — например, К. Бальмонт. Стихи петербургских поэтов читали артисты. Среди многих выступающих на этом своеобразном вечере были Маяковский и Игорь Северянин. Страстные споры, крики и свистки то и дело возникали в аудитории, а в перерыве дело дошло чуть не до драки между сторонниками Северянина и Маяковского. Маяковский читал замечательно. Он читал начало „Облака“ и только что сработанный „Наш марш“… Королём был избран Северянин — за ним по количеству голосов следовал Маяковский. Кажется, голосов тридцать или сорок решили эту ошибку публики.
Из ближайшего похоронного бюро был заранее доставлен взятый на прокат огромный миртовый венок. Он был возложен на шею тощего, длинного, в долгополом чёрном сюртуке Северянина, который должен был в венке ещё прочитать стихи. Венок свисал до колен. Он заложил руки за спину, вытянулся и запел что-то из северянинской „классики“.

Такая же процедура должна была быть проделана с Маяковским, избранным вице-королём. Но Маяковский резким жестом отстранил и венок и людей, пытавшихся на него надеть венок, и с возгласом: „Не позволю!“ — вскочил на кафедру и прочитал, стоя на столе, третью часть „Облака“. В аудитории творилось нечто невообразимое. Крики, свистки, аплодисменты смешались в сплошной грохот…»
После выборов был издан специальный альманах «Поэзоконцерт. Избранные поэзы для публичного чтения». (М. «Просвещение народа»,1918, 80 с.,8000 экз., на обложке портрет Игоря-Северянина). Кроме Игоря-Северянина, в нём принимали участие Мария Кларк, Пётр Ларионов, Лев Никулин, Елизавета Панайотти, Кирилл Халафов.
В первых числах марта 1918 года Игорь-Северянин возвращается в Эстонию, которая после заключения Брестского мира оккупирована Германией. В Тойла он попадает через карантин в Нарве и фильтрационный лагерь в Таллине. Больше в Россию он уже никогда не попадёт.

## В эмиграции в Эстонии (1918—1941)
Эмиграция оказалась для поэта неожиданностью. В Тойла, в которой бывал с 1912 года, он приехал со своей гражданской женой Марией Васильевной Волнянской — исполнительницей цыганских романсов, матерью Наталией Степановной Лотарёвой, няней Марией Неупокоевой (Дур-Маша), бывшей гражданской женой Еленой Семёновой и дочерью Валерией. Распространена версия о том, что поэт ещё до революции приобрёл дачу в местечке Тойла, однако это не так: в 1918 году он снимал полдома, принадлежавшего местному плотнику Михкелю Крууту.
Какое-то время многочисленное семейство существовало за счёт гонорара за участие «в выборах короля поэтов» и заработков М. Волнянской. Концертную деятельность в Эстонии поэт начинает 22 марта 1919 года с концерта в Ревеле в Русском театре: в первом отделении выступают Стелла Арбенина, Г. Рахматов и В. Владимиров, во втором отделении — Игорь Северянин. Всего за годы жизни в Эстонии он дал более 40 концертов. Последнее публичное выступление состоялось в зале Братства Черноголовых 14 марта 1940 года на юбилейном вечере по случаю 35-летия литературной деятельности.
В 1921 году изменяется семейное положение поэта: он расстаётся с М. Волнянской и в Успенском соборе в Юрьеве венчается с дочерью домовладельца Фелиссой Круут, в замужестве Лотарёвой, которая вскоре родила сына, крещёного Вакхом. Ради замужества Фелисса перешла из лютеранства в православие; это был единственный официальный брак поэта.
В том же 1921 году Северянин принял присягу на верность Эстонии и с 5 сентября вступил в эстонское гражданство.
Делая выбор между «стилическим выкрутасом и безвыкрутасной поэмой» Игорь-Северянин «простотой идёт va banque» (Автобиографический роман в стихах «Колокола собора чувств»). Предваряя роман в строфах «Рояль Леандра. (Lugne)», поэт заявляет:

Не из задора, не для славы

Пишу онегинской строфой

Непритязательные главы

Где дух поэзии живой.

В годы эмиграции поэт издал новые сборники стихов: «Вервэна» (Юрьев, 1920), «Менестрель» (1921), «Миррэлия» (Берлин, 1922), «Соловей» (Берлин, 1923), «Классические розы» (Белград, 1931), и другие. Им создано четыре автобиографических романа в стихах: «Роса оранжевого часа» (детство), «Падучая стремнина» (юность), «Колокола собора чувств» (рассказ о турне 1914 года с Маяковским и Баяном), «Рояль Леандра. (Lugne)» (панорама художественной жизни Петербурга). Особое место занимает утопия «Солнечный дикарь» (1924).
Игорь-Северянин стал первым крупным переводчиком эстонской поэзии на русский язык. Ему принадлежит первая антология эстонской поэзии на русском языке «Поэты Эстонии» (Tartu, 1928), два сборника стихов Хенрика Виснапу — «Amores» (Москва, 1922) и «Полевая фиалка» (Нарва, 1939), два сборника стихов Алексиса Раннита (Алексея Долгошева) — «В оконном переплёте» (Tallinn, 1938) и «Via Dolorosa» (Стокгольм, Сев. Огни, 1940) и сборник стихов поэтессы Марие Ундер «Предцветенье» (Таллин, 1937).
Несомненный интерес представляет сборник «Медальоны» (Белград, 1934), составленный из 100 сонетов — характеристик, посвящённых поэтам, писателям и композиторам. В каждом сонете обыграны названия произведений персонажа.
Интерес представляют также исследование «Теория версификации. Стилистика поэтики» и воспоминания «Моё о Маяковском» (1940).
В первые годы эмиграции поэт активно гастролирует в Европе: Латвии, Литве, Польше, Германии, Данциге, Чехословакии, Финляндии. В декабре 1930 года через Ригу поэт с женой отправляется в Югославию, где Державная комиссия для русских беженцев организует ему турне по русским кадетским корпусам и женским институтам.
В феврале 1931 года поэт добирается до Парижа, где стараниями князя Феликса Юсупова ему организуют два выступления в залах Debussy (12 февраля) и Chopin (27 февраля), оба зала на Rue Daru, 8. На втором выступлении присутствовала Марина Цветаева:

 «Единственная радость (не считая русского чтения Мура, Алиных рисовальных удач и моих стихотворений — за все это время — долгие месяцы — вечер Игоря Северянина. Он больше чем остался поэтом, он — стал им. На эстраде стояло двадцатилетие. Стар до обмирания сердца: морщин как у трёхсотлетнего, но — занесёт голову — всё ушло — соловей! Не поёт! Тот словарь ушёл. При встрече расскажу всё как было, пока же: первый мой ПОЭТ, то есть первое сознание ПОЭТА за 9 лет (как я из России)».
Затем были турне по Болгарии с ноября по декабрь 1931 года и последняя заграничная поездка длиной более года: начавшееся в Румынии в марте 1933, продолжившееся в Болгарии и Югославии, это балканское турне закончилось в апреле 1934 года в Кишинёве. Последняя гражданская жена поэта Вера Коренди утверждала, что после 1935 года несколько раз была с поэтом в Риге, но других подтверждений этих поездок, кроме устного заявления, нет.

## Личная жизнь
Женщины в жизни и творчестве Игоря Северянина занимали особое место. Так называемый «донжуанский список поэта» сравнительно невелик, но примечателен последовательными романами с несколькими сёстрами: Евгения Гуцан (Злата) и Елизавета Гуцан (Мисс Лиль), Елена Новикова (Мадлэна) и кузина Тиана (Татьяна Шенфельд), Дина Г. и Зинаида Г. (Раиса), Анна Воробьёва (Королёва) и Валерия Воробьёва (Violett), Ирина Борман и Антонина Борман, Вера Коренди (Запольская) и Валерия Запольская.
Сборники «Громокипящий кубок», «Златолира», «Ананасы в шампанском», «Поэзоантракт» полны стихотворений, посвящённых Евгении Гуцан («Злате»). Анна Воробьёва стала лирической героиней одного из самых известных его стихотворений «Это было у моря».
Жена поэта Фелисса с пониманием относилась к гастрольным романам поэта с Валентиной Берниковой в Югославии, с Викторией Шей де Вандт в Кишинёве. Она терпела тянувшиеся романы с Ириной Борман и Евдокией Штранделл — с последней ещё и потому, что она была женой хозяина продуктовой лавки в Тойла и от неё зависел кредит в лавке.
Школьную учительницу Веру Борисовну Коренди (урождённая Запольская, по мужу Коренева) поэт называл «женой по совести». По рассказам Фелиссы, после возвращения поэта из Кишинёва В. Коренди развила бурную активность: засыпала поэта письмами, требовала встреч, угрожала самоубийством. 7 марта 1935 года наступила развязка: ссора, после которой Фелисса выгнала поэта из дома. Живя с Коренди, поэт регулярно писал жене покаянные письма и умолял её о возвращении. Когда Коренди узнала о существовании этих писем, то написала письмо в Эстонский литературный музей с категорическим требованием изъять «лживые письма» и передать ей для уничтожения.

## Дети
Старшая дочь поэта Валерия Игоревна Семёнова (21 июня 1913 — 6 декабря 1976), названная в честь Валерия Брюсова, родилась в Петербурге. После переезда в 1918 году в Эстонию большую часть прожила в Усть-Нарве и в советские годы работала в Тойла в рыболовецком колхозе «Октообер». Похоронена на кладбище в Тойла, вероятно, недалеко от утраченной могилы матери Елены Яковлевны Семёновой.
Сын Вакх Игоревич Лотарёв (1 августа 1922 — 22 мая 1991) с 1944 года проживал в Швеции, где ныне живут его дети — внуки поэта.
Летом 1935 года Вера Коренди объявила, что её дочь, урождённая Валерия Порфирьевна Коренева (6 февраля 1932 — 3 июня 1982) — дочь поэта Игоря-Северянина, что стало окончательной причиной разрыва в отношениях поэта с его женой Фелиссой. В 1951 году с помощью секретаря Союза писателей СССР Всеволода Рождественского Коренди добилась для дочери выдачи советского паспорта на имя Валерии Игоревны Северяниной. Надгробный памятник на её могиле на таллинском кладбище Сизелинна не содержит даты рождения (там же похоронены Вера Коренди и Валерия Запольская). Коренди утверждала, что поэт требовал скрывать дату рождения: «Дочь поэта принадлежит вечности!»

## Последние годы и смерть
Последние годы жизни Игорь-Северянин провёл в Саркюле — деревушке между устьем Россони и берегом Финского залива. Ныне Саркуль находится на территории России (Кингисеппский район Ленинградской области) и примечателен тем, что одна из его двух улиц носит имя Игоря Северянина. Самое яркое событие — поездка из Саркуля в Таллин на нобелевскую лекцию Ивана Бунина. Поэты встретились на перроне железнодорожной станции Тапа.
Включение Эстонии в состав Союза ССР поэт встретил в посёлке Нарва-Йыэсуу (Усть-Нарва). Возобновилась переписка с поэтом Георгием Шенгели. Шенгели посоветовал Игорю Северянину написать письмо Сталину. Поэт пообещал, но вместо этого переслал Шенгели несколько просоветских стихотворений для публикации в советской печати. Есть основания считать, что авторство наиболее слабых из них принадлежит Вере Коренди при условии редакторской правки поэта. Автографы принадлежат Вере Коренди. В литературе можно встретить утверждения о том, что поэт якобы получил советское гражданство. Утверждение неточное, поскольку все граждане Эстонии после принятия республики в состав СССР получили право на советское гражданство, но для реализации этого права следовало получить советский паспорт.
Зиму 1940—1941 годов поэт провёл в Пайде, где Коренди получила работу в школе. Он постоянно болел. В Усть-Нарве в мае наступило резкое ухудшение состояния. С началом войны Игорь-Северянин хотел эвакуироваться в тыл, но по состоянию здоровья не смог этого сделать. В октябре 1941 года Коренди перевезла поэта в Таллин, где он скончался 20 декабря от сердечного приступа. В некоторых изданиях ошибочно указывают дату смерти 22 декабря. Происхождение ошибки связано с опубликованным Рейном Круусом свидетельством о смерти поэта. Свидетельство выписано на эстонском языке 22 декабря 1941 года.
Родственники В. Коренди не разрешили похоронить поэта в семейной ограде на Александро-Невском кладбище. Место для могилы было найдено случайно двадцатью метрами далее справа на центральной аллее, в ограде с могилами Марии Штерк (ум. 1903) и Марии Пневской (ум. 1910), которые не являются ни его родственниками, ни знакомыми. Первоначально на могиле был установлен простой деревянный крест, но в конце 1940-х годов литератор Валентин Рушкис заменил крест на каменную табличку с цитатой из стихотворения «Классические розы»: «Как хороши, как свежи будут розы, / Моей страной мне брошенные в гроб!» В 1992 году на могиле было установлено гранитное надгробие работы скульптора Ивана Зубаки. Новый памятник накрыл могилу и часть прилегающей к ней территории со стороны надгробия на могиле Марии Штерк. Есть основания считать, что поэт был похоронен в безымянной могиле и таким образом сбылось его предвидение из стихотворения «Молитва» («Классические розы»):

Чем дольше жизнь, тем явственней сигнал…

С кем из безвестных суждено мне слиться?

О всех, о ком здесь некому молиться,

Я помолюсь теперь в монастыре…

В 1990-х годах памятник работы Зубако был осквернён вандалами, похитившими его бронзовые элементы. В 2004 году энтузиасты вернули на могилу копию надгробного камня, установленного Валентином Рушкисом.

## Восприятие поэзии
По мнению упоминавшегося выше профессора Вальмара Адамса, уже в 1930-х годах можно было вести речь о мировом заимствовании творчества Игоря-Северянина. Вот, например, как оценивает творчество Игоря-Северянина славист и литературный критик из Германии Вольфганг Казак:

Доходчивая музыкальность его стихотворений, часто при довольно необычной метрике, соседствует у Северянина с любовью к неологизмам. Смелое словотворчество Северянина создаёт его стиль. В его неологизмах есть многое от собственной иронической отчуждённости, скрывающей подлинную эмоцию автора за утрированной словесной игрой.

## Библиография

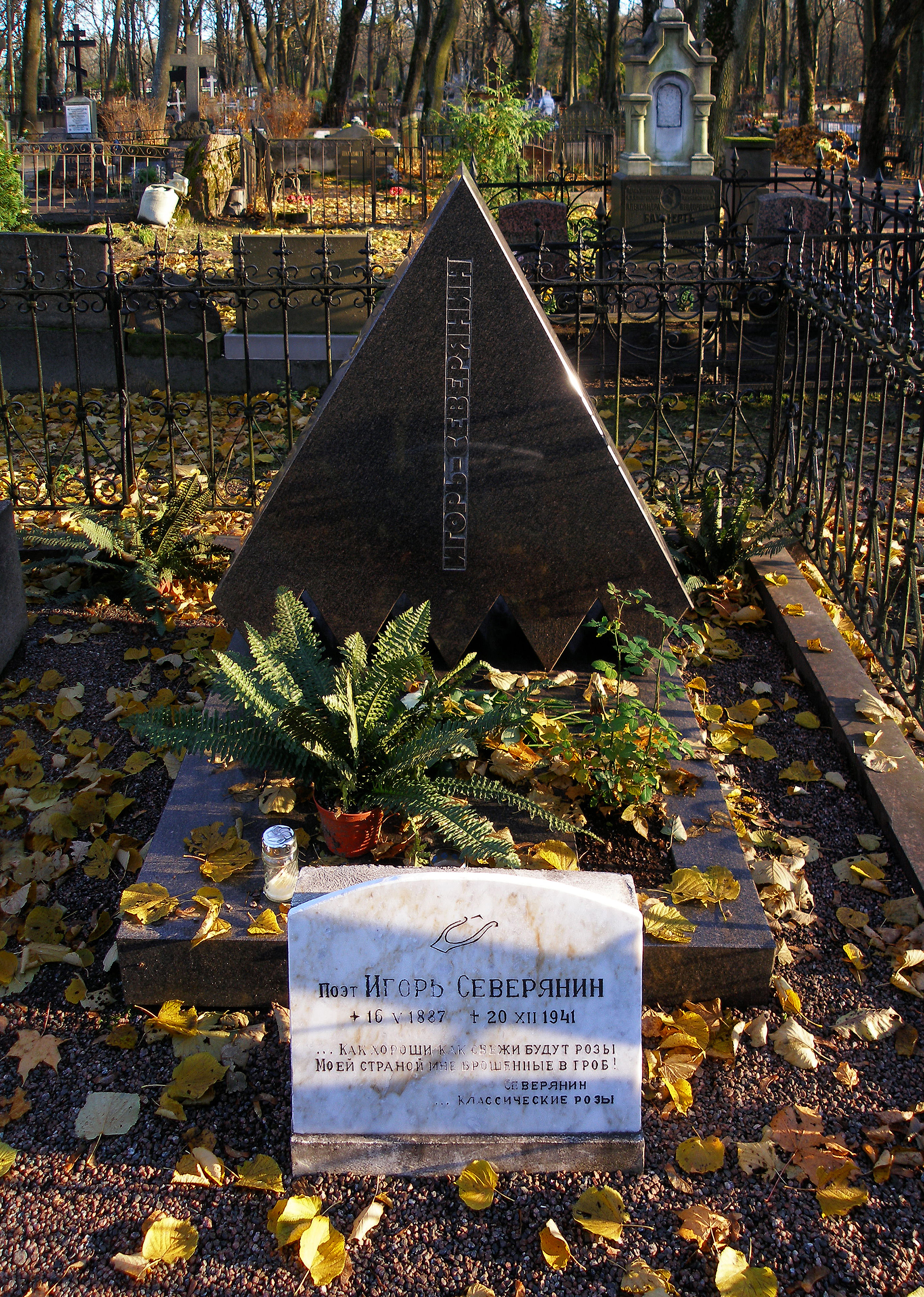
Могила Игоря Северянина в Таллине.